# Куротчин Назар Васильович
Наза́р Васи́льович Куро́тчин (17 жовтня 1993, Борислав, Україна) — український боксер-аматор, п'ятиразовий чемпіон України з боксу у першій найлегшій вазі (2012, 2015, 2016, 2017, 2018). Майстер спорту України.

## Життєпис
Назар Куротчин народився в Бориславі, що на Львівщині. У 2011 вступив до Львівського училища фізичної культури, яке закінчив у 2014 році, після чого продовжив навчання на факультеті фізичного виховання Львівського державного університету фізичної культури. 
У 2012 році доволі несподівано переміг у чемпіонаті України з боксу, здолавши в фіналі Віктора Денисова. У 2014 році здобув «бронзу» національної першості, а у 2015 році знову зійшов на найвищу сходинку п'єдесталу. Того ж року потрапив до боксерської команди «Українські отамани», що брала участь у змаганнях WSB.
У листопаді 2016 року втретє став чемпіоном України у першій найлегшій вазі.
На чемпіонаті Європи 2017 програв у другому бою Василю Єгорову (Росія).
На Європейських іграх 2019 програв у першому бою Мартіну Моліна (Іспанія).
На чемпіонаті світу 2017 програв у першому бою Робінсону Родрігесу (Коста-Рика).

## Досягнення
- Чемпіон України (5): 2012, 2015, 2016, 2017, 2018
- Бронзовий призер чемпіонату України (2): 2014 , 2019
- Учасник II-Європейських ігор [Архівовано 9 травня 2020 у Wayback Machine.]